# Sant’Anastasia
Sant’Anastasia – miejscowość i gmina we Włoszech, w regionie Kampania, w prowincji Neapol.
Według danych na rok 2004 gminę zamieszkiwały 27 472 osoby, 1526,2 os./km².